# Perez Markisch

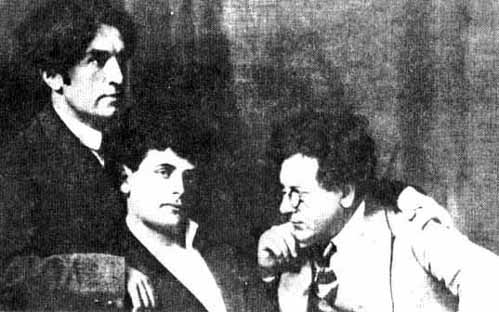
Alter Kacyzne, Perez Markisch und Moyshe Broderzon in den zwanziger Jahren (v. r. n. l.)

Perez Markisch (russisch: Перец Давидович Маркиш, jiddisch: פּרץ מאַרקיש, auch: Peretz Markisch oder Markish; geboren 7. Dezember 1895 in Polonnoje, Gouvernement Wolhynien, Russisches Kaiserreich [heute Polonne, Ukraine]; hingerichtet 12. oder 13. August 1952 in Moskau) war ein sowjetischer revolutionärer Lyriker, der die jiddische Sprache um viele neue Ausdrücke und Wendungen bereicherte und ein bisher unerhörtes Tempo und Pulsieren in sie einführte. Er war, anders als Kwitko, nicht nur überzeugter Kommunist, sondern auch bewusster Jude und stellte den jüdischen Anteil an Revolution und sozialistischem Aufbau deutlich heraus.

## Leben
Perez Markisch stammte aus einer ursprünglich sephardischen Familie. Schon als Kind sang er seit 1906 im Synagogen-Chor von Berditschew mit und besuchte später in Odessa die Schule. 1916 wurde er zur Armee eingezogen. Wegen einer leichten Verwundung an der Front vom Militärdienst befreit, ging Markisch nach Jekaterinoslaw.
Seit 1917 erschienen von ihm Gedichte und Aufsätze in verschiedenen Journalen. 1919 veröffentlichte er seine erste Liedersammlung unter dem Titel Schweln („Schwellen“). 1921 hielt Markisch öffentliche Vorträge über moderne Dichtung und rezitierte dabei eigene Werke. Sein in dieser Zeit veröffentlichtes Gedicht Die Kupe (etwa: „Der Trümmerhaufen“) über einen Pogrom machte ihn zum Wortführer der revolutionären jiddischen Jungdichter in Polen sowie zu einer gewichtigen Stimme der Kiewer Gruppe; fortan erschienen in vielen jüdischen Zeitschriften und Sammelbüchern in der Sowjetunion, Polen und den USA Werke von ihm.
Zu dieser Zeit führte er ein unstetes Leben und wechselte häufig seine Aufenthaltsorte: Berlin, Warschau, London, Paris, Rom usw. In Paris gab er zusammen mit Oser Warschawski das expressionistische Sammelbuch Chaliastra heraus. 1924 war er einer der Mitgründer und seither auch Redakteur der Literarischen Bleter in Warschau.
Peretz Markisch kehrte 1926 in die Sowjetunion zurück. Er gehörte dem Jüdischen Antifaschistischen Komitee an und war zunächst vorgesehen als Begleiter von Solomon Michoels auf dessen Auslandsmissionen (vor allem in den USA), wurde aber durch den Dichter und NKWD-Informanten Itzik Feffer ersetzt. Trotz Markischs revolutionärer Einstellung und obwohl er 1946 den Stalinpreis, die höchste zivile Auszeichnung der Sowjetunion, erhalten hatte, wurde auch er ein Opfer der stalinistischen Säuberungen. 1948 verhaftet, wurde Markisch auf Anordnung Berias gemeinsam mit etwa dreißig weiteren jüdischen Persönlichkeiten in der Nacht der ermordeten Poeten vom 12. auf den 13. August 1952 im Gefängnis Lubjanka in Moskau erschossen.
Perez Markisch bekam mit der Übersetzerin Zinaida Joffe eine Tochter, Olga Rapaj-Markisch. Mit seiner Ehefrau Esther Lazebnikova hatte er zwei Söhne,  der Literaturwissenschaftler Simon Markisch und der Autor David Markisch.
Er war eng mit dem führenden sowjetischen Schriftsteller Ilja Ehrenburg befreundet.
Ein Teil seiner Werke wurde von Anna Andrejewna Achmatowa ins Russische übersetzt.

## Werke (Auswahl)
- Schweln, 1919
- ßtam, Jekaterinoslaw 1920 (2. Aufl. Warschau 1922)
- Pißt und paß, 1920
- Inmitn weg, Jekaterinoslaw 1920
- Wolin, Wilna 1921 (Poem)
- Di kupe, Kiew 1922 (Poem über die Pogrome in der Ukraine)
- Chaliaßtre Almanach (Sammelbuch, 1922; darin u. a. das Gedicht Wochntog und der gegen die jüdischen Schriftsteller in der Emigration gerichtete Essay On ajnschluß; der zweite, in Paris erschienene Band wurde von Chagall illustriert)
- Owntschoen, Kiew 1922
- Radio, Warschau 1923 (Poem)
- Sang-gesang (Liederserie, die die vier Jahreszeiten aufgreift, ca. 1926)
- Der galaganer hon, Zeichnungen von Joseph Tschaikow, in Jiddisch zuerst Berlin 1922. In Jiddisch und in deutscher Übersetzung enthalten in: David Bergelson, Lejb Kwitko, Peretz Markisch, Ber Smoliar: Der Galaganer Hahn. Jiddische Kinderbücher aus Berlin; jiddisch und deutsch. Aus dem Jiddischen übertragen und hrsg. von Andrej Jendrusch. Ed. DODO, Berlin 2003, ISBN 3-934351-06-9.
- Farbajgejendik, ca. 1927 (Essay-Sammlung)
- Brider, 1929 (episches Gedicht, Verherrlichung des Opfertodes zweier proletarischer Brüder, die ihr Leben der Revolution hingaben)
- Dor ojß, dor ajn, 1929 (über das Kommen und Gehen der Generationen in den russischen Schtetlech)
- Ejnß ojf ejnß, 1934 (Roman über die heldenhafte Geschichte eines jüdischen Maurers, der Amerika verlässt, um das sozialistische Russland mitaufzubauen)
- Poeme wegn ßtalinen („Ode an Stalin“), 1940
- Milchome, 1948 („Krieg“, sein Hauptwerk, an dem er jahrelang gearbeitet hatte: ein 20.000 Zeilen umfassendes Epos über den Zweiten Weltkrieg)